# Хільдерік I
Хільдерік І (фр. Childéric Ier, 437—481, Турне) — король салічних франків між 457 та 481 роками. Син короля Меровея, батько Хлодвіга.